# Yrjö Väisälä
| Asteroides descoberts : 128 | Asteroides descoberts : 128 |
| --------------------------- | --------------------------- |
| (1391) Carelia              | 16 de febrer de 1936        |
| (1398) Donnera              | 26 d'agost de 1936          |
| (1405) Sibelius             | 12 de setembre de 1936      |
| (1406) Komppa               | 13 de setembre de 1936      |
| (1407) Lindelöf             | 21 de novembre de 1936      |
| (1421) Esperanto            | 18 de març de 1936          |
| (1424) Sundmania            | 9 de gener de 1937          |
| (1446) Sillanpää            | 26 de gener de 1938         |
| (1447) Utra                 | 26 de gener de 1938         |
| (1448) Lindbladia           | 16 de febrer de 1938        |
| (1449) Virtanen             | 20 de febrer de 1938        |
| (1450) Raimonda             | 20 de febrer de 1938        |
| (1451) Granö                | 22 de febrer de 1938        |
| (1453) Fennia               | 8 de març de 1938           |
| (1454) Kalevala             | 16 de febrer de 1936        |
| (1460) Haltia               | 24 de novembre de 1937      |
| (1462) Zamenhof             | 6 de febrer de 1938         |
| (1463) Nordenmarkia         | 6 de febrer de 1938         |
| (1471) Tornio               | 16 de setembre de 1938      |
| (1472) Muonio               | 18 d'octubre de 1938        |
| (1473) Ounas                | 22 d'octubre de 1938        |
| (1477) Bonsdorffia          | 6 de febrer de 1938         |
| (1478) Vihuri               | 6 de febrer de 1938         |
| (1479) Inkeri               | 16 de febrer de 1938        |
| (1480) Aunus                | 18 de febrer de 1938        |
| (1483) Hakoila              | 24 de febrer de 1938        |
| (1488) Aura                 | 15 de desembre de 1938      |
| (1492) Oppolzer             | 23 de març de 1938          |
| (1494) Savo                 | 16 de setembre de 1938      |
| (1495) Hèlsinki             | 21 de setembre de 1938      |
| (1496) Turku                | 22 de setembre de 1938      |
| (1497) Tampere              | 22 de setembre de 1938      |
| (1498) Lahti                | 16 de setembre de 1938      |
| (1499) Pori                 | 16 d'octubre de 1938        |
| (1500) Jyväskylä            | 16 d'octubre de 1938        |
| (1503) Kuopio               | 15 de desembre de 1938      |
| (1518) Rovaniemi            | 15 d'octubre de 1938        |
| (1519) Kajaani              | 15 d'octubre de 1938        |
| (1520) Imatra               | 22 d'octubre de 1938        |
| (1521) Seinäjoki            | 22 d'octubre de 1938        |
| (1523) Pieksämäki           | 18 de gener de 1939         |
| (1524) Joensuu              | 18 de setembre de 1939      |
| (1525) Savonlinna           | 18 de setembre de 1939      |
| (1526) Mikkeli              | 7 d'octubre de 1939         |
| (1527) Malmquista           | 18 d'octubre de 1939        |
| (1529) Oterma               | 26 de gener de 1938         |
| (1530) Rantaseppä           | 16 de setembre de 1938      |
| (1532) Inari                | 16 de setembre de 1938      |
| (1533) Saimaa               | 19 de gener de 1939         |
| (1534) Näsi                 | 20 de gener de 1939         |
| (1535) Päijänne             | 9 de setembre de 1939       |
| (1536) Pielinen             | 18 de setembre de 1939      |
| (1541) Estònia              | 12 de febrer de 1939        |
| (1542) Schalén              | 26 d'agost de 1941          |
| (1548) Palomaa              | 26 de març de 1935          |
| (1549) Mikko                | 2 d'abril de 1937           |
| (1551) Argelander           | 24 de febrer de 1938        |
| (1552) Bessel               | 24 de febrer de 1938        |
| (1567) Alikoski             | 22 d'abril de 1941          |
| (1631) Kopff                | 11 d'octubre de 1936        |
| (1646) Rosseland            | 19 de gener de 1939         |
| (1656) Suomi                | 11 de març de 1942          |
| (1659) Punkaharju           | 28 de desembre de 1940      |
| (1677) Tycho Brahe          | 6 de setembre de 1940       |
| (1678) Hveen                | 28 de desembre de 1940      |
| (1696) Nurmela              | 18 de març de 1939          |
| (1699) Honkasalo            | 26 d'agost de 1941          |
| (1723) Klemola              | 18 de març de 1936          |
| (1740) Paavo Nurmi          | 18 d'octubre de 1939        |
| (1757) Porvoo               | 17 de març de 1939          |
| (1883) Rimito               | 4 de desembre de 1942       |
| (1928) Summa                | 21 de setembre de 1938      |
| (1929) Kollaa               | 20 de gener de 1939         |
| (1947) Iso-Heikkilä         | 4 de març de 1935           |
| (2020) Ukko                 | 18 de març de 1936          |
| (2067) Aksnes               | 23 de febrer de 1936        |
| (2091) Sampo                | 26 d'abril de 1941          |
| (2096) Väinö                | 18 d'octubre de 1939        |
| (2194) Arpola               | 3 d'abril de 1940           |
| (2204) Lyyli                | 3 de març de 1943           |
| (2243) Lönnrot              | 25 de setembre de 1941      |
| (2258) Viipuri              | 7 d'octubre de 1939         |
| (2292) Seili                | 7 de setembre de 1942       |
| (2299) Hanko                | 25 de setembre de 1941      |
| (2333) Porthan              | 3 de març de 1943           |
| (2379) Heiskanen            | 21 de setembre de 1941      |
| (2397) Lappajärvi           | 22 de febrer de 1938        |
| (2454) Olaus Magnus         | 21 de setembre de 1941      |
| (2464) Nordenskiöld         | 19 de gener de 1939         |
| (2479) Sodankylä            | 6 de febrer de 1942         |
| (2486) Metsähovi            | 22 de març de 1939          |
| (2502) Nummela              | 3 de març de 1943           |
| (2512) Tavastia             | 3 d'abril de 1940           |
| (2535) Hämeenlinna          | 17 de febrer de 1939        |
| (2638) Gadolin              | 19 de setembre de 1939      |
| (2639) Planman              | 9 d'abril de 1940           |
| (2678) Aavasaksa            | 24 de febrer de 1938        |
| (2679) Kittisvaara          | 7 d'octubre de 1939         |
| (2690) Ristiina             | 24 de febrer de 1938        |
| (2715) Mielikki             | 22 d'octubre de 1938        |
| (2716) Tuulikki             | 7 d'octubre de 1939         |
| (2733) Hamina               | 22 de febrer de 1938        |
| (2737) Kotka                | 22 de febrer de 1938        |
| (2750) Loviisa              | 30 de desembre de 1940      |
| (2802) Weisell              | 19 de gener de 1939         |
| (2820) Iisalmi              | 8 de setembre de 1942       |
| (2826) Ahti                 | 18 d'octubre de 1939        |
| (2885) Palva                | 7 d'octubre de 1939         |
| (2898) Neuvo                | 20 de febrer de 1938        |
| (2962) Otto                 | 28 de desembre de 1940      |
| (2972) Niilo                | 7 d'octubre de 1939         |
| (3037) Alku                 | 17 de gener de 1944         |
| (3099) Hergenrother         | 3 avril 1940                |
| (3166) Klondike             | 30 de març de 1940          |
| (3212) Agricola             | 19 de febrer de 1938        |
| (3223) Forsius              | 7 de setembre de 1942       |
| (3272) Tillandz             | 24 de febrer de 1938        |
| (3281) Maupertuis           | 24 de febrer de 1938        |
| (3522) Becker               | 21 de setembre de 1941      |
| (3606) Pohjola              | 19 de setembre de 1939      |
| (3897) Louhi                | 8 de setembre de 1942       |
| (4181) Kivi                 | 24 de febrer de 1938        |
| (4266) Waltari              | 28 de desembre de 1940      |
| (4512) Sinuhe               | 20 de gener de 1939         |
| (5073) Junttura             | 3 de març de 1943           |
| (5153) Gierasch             | 9 d'abril de 1940           |
| (6073) 1939 UB              | 18 d'octubre de 1939        |
| (6572) Carson               | 22 de setembre de 1938      |

Yrjö Väisälä   (Kontiolahti, 6 de setembre de 1891 - Rymättylä, 21 de juliol de 1971) fou un astrònom i físic finès.

## Família
Yrjö Väisälä va tenir com a germans a Kalle Väisälä, matemàtic, i a Vilho Väisälä, meteoròleg, tots dues persones destacades en els seus propis camps de la ciència.

## Contribucions
Les seves principals contribucions van ser en el camp de l'Òptica, però era bastant actiu en Geodèsia, Astronomia i Meteorologia Òptica.
Entre 1935 i 1944 va descobrir 128 asteroides que el Minor Planet Center acredita com Y. Vaisala. Així mateix, Väisälä va descobrir els cometes periòdics 40P/Väisälä i 139P/Väisälä-Oterma, aquest codescobert amb Liisi Oterma i anteriorment classificat com a asteroide amb la designació provisional 1939 TN.

## Reconeixements i honors
Els asteroides (1573) Väisälä i (2804) Yrjö s'han nomenat en honor d'aquest astrònom. Així mateix, un cràter lunar, el Väisälä, porta el seu nom.